# Clethra consimilis
Clethra consimilis är en tvåhjärtbladig växtart som beskrevs av Herman Otto Sleumer. Clethra consimilis ingår i släktet Clethra och familjen Clethraceae. Inga underarter finns listade i Catalogue of Life.